# Cissus antarctica
Cissus antarctica là một loài thực vật hai lá mầm trong họ Nho. Loài này được Vent. miêu tả khoa học đầu tiên năm 1803.